# 維坦 (羅加京區)
49°16′8″N 24°33′36″E / 49.26889°N 24.56000°E
維坦（烏克蘭語：Витань），是烏克蘭西部的村莊，隸屬伊萬諾-弗蘭科夫斯克州的伊萬諾-弗蘭科夫斯克區。該村面積2.53平方公里，2021年人口5，人口密度每平方公里12.2人。